# Амосов, Георгий Иванович
Гео́ргий Ива́нович Амо́сов (5 марта 1883, Петергоф — 1970, Ленинград) — российский гобоист и педагог, артист ЗКР АСО Ленинградской филармонии, преподаватель ССМШ при Ленинградской консерватории, заслуженный артист РСФСР.

## Биография
В 1902 году окончил училище Придворной певческой капеллы (класс И. Лебедева). С 1902 по 1950 год играл в Петербургском придворном симфоническом оркестре (позже — Заслуженный коллектив РСФСР симфонический оркестр Ленинградской филармонии). Наряду с Александром Васильевым, Владимиром Генслером и Борисом Тризно Георгий Амосов был одним из наиболее ярких исполнителей на деревянных духовых инструментах этого оркестра в первой половине XX века. В 1934 году ему было присвоено звание «Заслуженный артист РСФСР».
Преподавал в средней специальной музыкальной школе при Ленинградской консерватории со дня её основания в 1934 году и до 1961 года. Среди его учеников — Владимир Курлин.

## Творчество
Младший коллега Амосова по симфоническому оркестру Ленинградской филармонии фаготист Дмитрий Ерёмин отмечал в его манере исполнения живой, взволнованный звук, эмоциональную и прникновенную фразировку, разнообразную, строго осмысленную динамику и тончайшую филировку при смене градаций звучности. 
…Поиск новых выразительных средств, музыкальная интуиция позволяли ему, играя на гобое немецкой системы, создавать колорит, очень похожий по звучанию на извлекаемый гобоем более современной французской конструкции, с характерным для него гибким, лёгким, светлым звуком.
 — писал он о Георгии Амосове.